# Pro Bowl 2012
Match précédent Match suivant
Le AFC-NFC Pro Bowl 2012 est le Match des étoiles de football américain de la National Football League pour la saison 2011. Il se joue au Aloha Stadium d'Honolulu le 29 janvier 2012 entre les meilleurs joueurs des deux conférences de la NFL, la National Football Conference et l'American Football Conference. La rencontre est remportée sur le score de 59 à 41 par l'équipe représentant l'American Football Conference.

## Équipe AFC

### Attaque
| Position         | Titulaires                                                                                         | Réserves                                                                         | Remplaçants                                                           |
| ---------------- | -------------------------------------------------------------------------------------------------- | -------------------------------------------------------------------------------- | --------------------------------------------------------------------- |
| Quarterback      | Tom Brady, Patriots de la Nouvelle-Angleterre                                                      | Ben Roethlisberger, Steelers de Pittsburgh Philip Rivers, Chargers de San Diego, | Andy Dalton, Bengals de Cincinnati                                    |
| Running back     | Ray Rice, Ravens de Baltimore                                                                      | Maurice Jones-Drew, Jaguars de Jacksonville Arian Foster, Texans de Houston      | Willis McGahee, Broncos de Denver Ryan Mathews, Chargers de San Diego |
| Fullback         | Vonta Leach, Ravens de Baltimore                                                                   |                                                                                  |                                                                       |
| Wide receiver    | Wes Welker, Patriots de la Nouvelle-Angleterre Mike Wallace, Steelers de Pittsburgh                | A. J. Green, Bengals de Cincinnati Brandon Marshall, Dolphins de Miami           | Vincent Jackson, Chargers de San Diego                                |
| Tight end        | Rob Gronkowski, Patriots de la Nouvelle-Angleterre                                                 | Antonio Gates, Chargers de San Diego                                             | Jermaine Gresham, Bengals de Cincinnati                               |
| Offensive tackle | Joe Thomas, Browns de Cleveland Jake Long, Dolphins de Miami                                       | D'Brickashaw Ferguson, Jets de New York                                          | Ryan Clady, Broncos de Denver                                         |
| Offensive guard  | Logan Mankins, Patriots de la Nouvelle-Angleterre Brian Waters, Patriots de la Nouvelle-Angleterre | Marshal Yanda, Ravens de Baltimore                                               | Brandon Moore, Jets de New York Ben Grubbs, Ravens de Baltimore       |
| Center           | Maurkice Pouncey, Steelers de Pittsburgh                                                           | Nick Mangold, Jets de New York                                                   | Chris Myers, Texans de Houston                                        |

### Défense
| Position           | Titulaires                                                                            | Réserves                               | Remplaçants                                                          |
| ------------------ | ------------------------------------------------------------------------------------- | -------------------------------------- | -------------------------------------------------------------------- |
| Defensive end      | Dwight Freeney, Colts d'Indianapolis Andre Carter, Patriots de la Nouvelle-Angleterre | Elvis Dumervil, Broncos de Denver      | Robert Mathis, Colts d'Indianapolis Antonio Smith, Texans de Houston |
| Defensive tackle   | Haloti Ngata, Ravens de Baltimore Vince Wilfork, Patriots de la Nouvelle-Angleterre   | Richard Seymour, Raiders d'Oakland     | Geno Atkins, Bengals de Cincinnati Paul Soliai, Dolphins de Miami    |
| Outside linebacker | Terrell Suggs, Ravens de Baltimore Von Miller, Broncos de Denver                      | Tamba Hali, Chiefs de Kansas City      | James Harrison, Steelers de Pittsburgh                               |
| Inside linebacker  | Ray Lewis, Ravens de Baltimore                                                        | Derrick Johnson, Chiefs de Kansas City |                                                                      |
| Cornerback         | Darrelle Revis, Jets de New York Champ Bailey, Broncos de Denver                      | Johnathan Joseph, Texans de Houston    |                                                                      |
| Free safety        | Ed Reed, Ravens de Baltimore                                                          | Eric Weddle, Chargers de San Diego     | Ryan Clark, Steelers de Pittsburgh                                   |
| Strong safety      | Troy Polamalu, Steelers de Pittsburgh                                                 |                                        | Brian Dawkins, Broncos de Denver                                     |

### Équipes spéciales
| Position           | Titulaires                                         | Réserves | Remplaçants                            |
| ------------------ | -------------------------------------------------- | -------- | -------------------------------------- |
| Punter             | Shane Lechler, Raiders d'Oakland                   |          |                                        |
| Placekicker        | Sebastian Janikowski, Raiders d'Oakland            |          |                                        |
| Kick returner      | Antonio Brown, Steelers de Pittsburgh              |          |                                        |
| Équipiers spéciaux | Matthew Slater, Patriots de la Nouvelle-Angleterre |          | Montell Owens, Jaguars de Jacksonville |
| Long snapper       | Jon Condo, Raiders d'Oakland                       |          |                                        |

## Équipe NFC

### Attaque
| Position         | Titulaires                                                                           | Réserves                                                                  | Remplaçants                                |
| ---------------- | ------------------------------------------------------------------------------------ | ------------------------------------------------------------------------- | ------------------------------------------ |
| Quarterback      | Aaron Rodgers, Packers de Green Bay                                                  | Drew Brees, Saints de La Nouvelle-Orléans Eli Manning, Giants de New York | Cam Newton, Panthers de la Caroline        |
| Running back     | LeSean McCoy, Eagles de Philadelphie                                                 | Matt Forté, Bears de Chicago Frank Gore, 49ers de San Francisco           | Marshawn Lynch, Seahawks de Seattle        |
| Fullback         | John Kuhn, Packers de Green Bay                                                      |                                                                           | Michael Robinson (en), Seahawks de Seattle |
| Wide receiver    | Calvin Johnson, Lions de Détroit Larry Fitzgerald, Cardinals de l'Arizona            | Steve Smith, Panthers de la Caroline Greg Jennings, Packers de Green Bay  | Roddy White, Falcons d'Atlanta             |
| Tight end        | Jimmy Graham, Saints de La Nouvelle-Orléans                                          | Tony Gonzalez, Falcons d'Atlanta                                          |                                            |
| Offensive tackle | Jason Peters, Philadelphia Joe Staley, 49ers de San Francisco                        | Jermon Bushrod, Saints de La Nouvelle-Orléans                             |                                            |
| Offensive guard  | Jahri Evans, Saints de La Nouvelle-Orléans Carl Nicks, Saints de La Nouvelle-Orléans | Davin Joseph, Buccaneers de Tampa Bay                                     |                                            |
| Center           | Ryan Kalil, Panthers de la Caroline                                                  | Scott Wells, Packers de Green Bay                                         |                                            |

### Défense
| Position           | Titulaires                                                                   | Réserves                               | Remplaçants                             |
| ------------------ | ---------------------------------------------------------------------------- | -------------------------------------- | --------------------------------------- |
| Defensive end      | Jared Allen, Vikings du Minnesota Jason Babin, Eagles de Philadelphie        | Jason Pierre-Paul, Giants de New York  | Julius Peppers, Bears de Chicago        |
| Defensive tackle   | Justin Smith, 49ers de San Francisco Jay Ratliff, Cowboys de Dallas          | B. J. Raji, Packers de Green Bay       |                                         |
| Outside linebacker | DeMarcus Ware, Cowboys de Dallas Clay Matthews, Packers de Green Bay         | Lance Briggs, Bears de Chicago         | Chad Greenway, Vikings du Minnesota     |
| Inside linebacker  | Patrick Willis, 49ers de San Francisco                                       | Brian Urlacher, Bears de Chicago       | London Fletcher, Redskins de Washington |
| Cornerback         | Charles Woodson, Packers de Green Bay {Carlos Rogers, 49ers de San Francisco | Charles Tillman, Bears de Chicago      | Brandon Browner, Seahawks de Seattle    |
| Free safety        | Earl Thomas, Seahawks de Seattle                                             | Dashon Goldson, 49ers de San Francisco | Kam Chancellor, Seahawks de Seattle     |
| Strong safety      | Adrian Wilson, Cardinals de l'Arizona                                        |                                        |                                         |

### Équipes spéciales
| Position           | Titulaires                               | Réserves | Remplaçants |
| ------------------ | ---------------------------------------- | -------- | ----------- |
| Punter             | Andy Lee, 49ers de San Francisco         |          |             |
| Placekicker        | David Akers, 49ers de San Francisco      |          |             |
| Kick returner      | Patrick Peterson, Cardinals de l'Arizona |          |             |
| Équipiers spéciaux | Corey Graham, Chicago                    |          |             |
| Long snapper       | Brian Jennings, 49ers de San Francisco   |          |             |

## Sélections par équipe
| Équipe AFC                         | Sélections | Équipe NFC                    | Sélections |
| ---------------------------------- | ---------- | ----------------------------- | ---------- |
| Ravens de Baltimore                | 8          | Packers de Green Bay          | 7          |
| Patriots de la Nouvelle-Angleterre | 8          | Cardinals de l'Arizona        | 3          |
| Steelers de Pittsburgh             | 7          | 49ers de San Francisco        | 6          |
| Chargers de San Diego              | 5          | Saints de La Nouvelle-Orléans | 5          |
| Broncos de Denver                  | 4          | Seahawks de Seattle           | 5          |
| Texans de Houston                  | 4          | Bears de Chicago              | 6          |
| Jets de New York                   | 4          | Panthers de la Caroline       | 3          |
| Bengals de Cincinnati              | 4          | Eagles de Philadelphie        | 3          |
| Raiders d'Oakland                  | 4          | Cowboys de Dallas             | 2          |
| Dolphins de Miami                  | 3          | Vikings du Minnesota          | 2          |
| Chiefs de Kansas City              | 2          | Giants de New York            | 2          |
| Jaguars de Jacksonville            | 2          | Falcons d'Atlanta             | 2          |
| Colts d'Indianapolis               | 1          | Lions de Détroit              | 2          |
| Browns de Cleveland                | 1          | Buccaneers de Tampa Bay       | 1          |
| Bills de Buffalo                   | 0          | Redskins de Washington        | 1          |
| Titans du Tennessee                | 0          | Rams de St.Louis              | 0          |